# Leone Burton
 Leone Minna Gold Burton (* 14. September 1936 in Sydney, Australien; † 1. Dezember 2007 in Cambridge, Vereinigtes Königreich) war eine britische Mathematikerin und Hochschullehrerin. Sie war von 1992 bis 2001 Professorin für Didaktik der Naturwissenschaften und Mathematik an der University of Birmingham.

## Leben und Werk
Burton wurde als Leone Minna Gold in Australien geboren, wohin ihre schottischen Eltern ausgewandert waren. Sie besuchte in Australien Mädchenschulen und begann ein Kunststudium, welches sie krankheitsbedingt abbrach. 1957 reiste sie über San Francisco nach New York und dann nach England, wo ihr Onkel, der Mathematiker Hyman Levy, lebte. Sie studierte an der Universität London, wo sie 1963 ihr Studium der Mathematik abschloss.  Sie unterrichtete als Lehrerin an einer weiterführenden Schule, wechselte dann aber zum Unterrichten in der Primarstufe, um eine größere Chance zu haben, die Unterrichtsstrukturen zu ändern. Parallel dazu nahm sie ein Aufbaustudium an der Universität London auf und erhielt 1966 ein Postgraduate Certificate in Education und 1968 ein Diplom in Pädagogik.  1967 erhielt sie eine Stelle als Spezialistin für mathematische Ausbildung am Battersea College of Education, das sich der Vorbereitung von Lehrern widmete. Sie promovierte 1980 am Institute of Education der University of London mit der Dissertation: The impact of education on political development.
Sie arbeitete danach an zwei Institutionen in London, einer der ältesten Hochschulen Londons, dem Polytechnikum der South Bank (heute London South Bank University), und dem Avery Hill College, jetzt Teil der University of Greenwich.  Am Polytechnic half sie beim Aufbau des ersten Masterstudienganges in Didaktik der Mathematik in Großbritannien. Sie arbeitete einige Jahre am Center for Mathematics Education bei der größten staatlichen Universität in Großbritannien und Europa, The Open University. 1992 wechselte sie an die University of Birmingham als Professorin für Naturwissenschaften und Didaktik der Mathematik und baute dort ein Doktorandenprogramm mit auf. Nach ihrer Pensionierung wurde sie 2001 zur Ehrenvorsitzenden am King’s College London ernannt. 2004 wurde sie an der University of Cambridge Honorarprofessorin für Didaktik der Mathematik.
Von 1984 bis 1988 war sie internationaler Convenor für die International Organization of Women and Mathematics Education und Gastprofessorin an Institutionen in Asien. Sie spielte eine wichtige Rolle bei der Veränderung der Wahrnehmung von Lehrern in Bezug auf Mädchen und Mathematik in Großbritannien und anderen Orten auf der Welt. Sie gründete 2001 bei der Greenwood Publishing Group die Monographienreihe International Perspective on Mathematics Education, in der zwischen 2002 und 2006 drei Monographien veröffentlicht wurden.
Die British Society for Research into Learning Mathematics richtete den Leone Burton-Fonds  zu ihrem Gedächtnis ein.
1966 hatte sie John W. Burton geheiratet, mit dem sie 1968 einen Sohn bekam.

## Veröffentlichungen (Auswahl)
- mit John Mason: Mathematisch denken: Mathematik ist keine Hexerei. Oldenbourg Wissenschaftsverlag; 5. verbesserte Auflage, 2008, ISBN 978-3-486-58271-0.
- Mathematicians as Enquirers. Learning about Learning Mathematics. Springer-Verlag New York Inc., 2004, ISBN 978-1-4020-7853-8.
- Learning Mathematics: From Hierarchies to Networks (Studies in Mathematics Education). Routledge, 1999, ISBN 978-0-7507-1009-1.
- Gender and Mathematics: An International Perspective (Cassell Education Series), Continuum Intl Pub Group, 1991, ISBN 978-0-304-32279-4.
- Who Counts? Trentham Books Ltd, 1994, ISBN 978-1-85856-011-3.
- The Teaching of Mathematics to Young Children Using a Problem Solving Approach. Educational Studies in Mathematics Vol. 11, No. 1, 1980, S. 43–58.
- Education and Development. British Journal of Educational Studies 17, 1969, S. 129–145.